# 斡扎箦
斡扎簀（？—1260年），西夏寧州（今甘肃省宁县）人。
斡扎簀是国相斡道冲的孙子，世代主掌西夏國史。西夏末年守西涼府，率父老以城降成吉思汗，成吉思汗下旨副撒都忽為中興路管民官。蒙古帝国西征，他主持供应運餉不絕，無毫髮私，時號滿朝清。忽必烈即位时，斡扎簀得病去世。通过高智耀以進遺奏，請謹名爵、節財用，被忽必烈采纳。他的儿子朵儿赤。